# 察衮
察衮（?—?），17世紀時的卫拉特蒙古杜尔伯特部首领。
察衮是杜尔伯特前旗亲王车凌乌巴什的曾祖父。察衮的祖父是达赖泰什，察衮的父亲是鄂木布岱青和硕齐。
达赖泰什死后，诸子不睦，鄂木布岱青和硕齐被杀。1671年冬，察衮和车臣台吉兄弟随同鄂木布岱青和硕齐的侄子阿勒达尔台什（父达赖泰什次子垂因）住牧于哈喇禾木一带，率部投奔了噶尔丹。其子丹津，《西域图志》作察衮的兄弟齐什奇布之子，祁韵士的《藩部要略》作察衮之子。

## 子孙
- 丹津（有三子）
  - 阿剌布坦，子车凌乌巴什，乾隆帝封他为杜尔伯特前旗亲王
  - 达克巴，子刚多尔济，乾隆帝封他为杜尔伯特前右旗贝勒
  - 巴图鄂齐尔